# Dvorníky
Dvorníky (bis 1927 slowakisch „Uďvarnok“; ungarisch Udvarnok) ist eine Gemeinde im Westen der Slowakei, mit 1953 Einwohnern (Stand 31. Dezember 2024), die zum Okres Hlohovec, einem Teil des Trnavský kraj gehört.

## Geographie
Die Gemeinde liegt im Donauhügelland im unteren Waagtal am Bach Jarčie, einem linken Zufluss von Waag, 10 Kilometer südlich von Hlohovec und 11 Kilometer nördlich von Sereď gelegen. Im Gemeindegebiet befinden sich mehrere Weingärten.
Die Gemeinde gliedert sich in Gemeindeteile Dvorníky und Posádka (1971 eingemeindet, ungarisch 1907 bis 1913 Szolgagyőr – vorher Poszátka).

## Geschichte

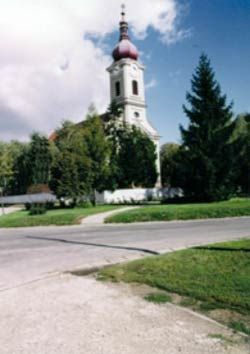
1Kirche

Dvorníky wurde zum ersten Mal 1247 als Vduornuc schriftlich erwähnt. Der Ort gehörte anfangs zum Herrschaftsgut der Burg Neutra, später der Burg Freistadt. Die Hauptbeschäftigung der Einwohner war und ist Landwirtschaft. Auch Weinbau war in der Vergangenheit von Bedeutung.
Der Ortsteil Posádka ist zum ersten Mal im Jahr 1217 verzeichnet und war Standort der Burg Szolgagyőr, die zum Schutz einer Furt über die Waag diente. Die Burg existiert allerdings seit dem Ende des 13. Jahrhunderts nicht mehr.

## Bevölkerung
| Jahr:                | 1994. | 2004.   | 2014.   | 2024.   |
| -------------------- | ----- | ------- | ------- | ------- |
| Anzahl der Personen: | 1914  | 2017    | 2058    | 1953    |
| Unterschied:         |       | +5,38 % | +2,03 % | -5,10 % |

| Jahr:                | 2023. | 2024.   |
| -------------------- | ----- | ------- |
| Anzahl der Personen: | 1986  | 1953    |
| Unterschied:         |       | -1,66 % |

Ergebnisse nach der Volkszählung 2001 (1973 Einwohner):
| Nach Ethnie: - 97,62 % Slowaken - 0,61 % Tschechen - 0,56 % Zigeuner - 0,35 % Magyaren | Nach Religion: - 91,89 % römisch-katholisch - 4,66 % konfessionslos - 1,72 % keine Angabe - 0,86 % evangelisch |

## Bauwerke
- römisch-katholische Kirche der Kreuzerhöhung aus dem Jahr 1788